# Winian antymonu potasu
Winian antymonu potasu, pot. emetyk (gr. εμετικός emetikós, wymiotny) – organiczny związek chemiczny, sól potasowo-antymonowa kwasu winowego. Stosowany jako lek wymiotny oraz w leczeniu chorób tropikalnych.
Budowa związku opisywana jest jako struktura dimeryczna, z tetraskoordynowanym atomem antymonu(III) i trzema cząsteczkami wody krystalizacyjnej lub jako półwodny monomer z kationem antymonylowym, O=Sb+.